# Marc Stakenburg
Marc Stakenburg (Tilburg, 20 februari 1957) is een Nederlands radiopresentator die werkzaam was voor de KRO op Radio 3 (het latere NPO 3FM), Radio 2 en Radio 1.

## Loopbaan
Na de School voor Journalistiek in 1981 kon Stakenburg aan de slag bij de KRO. Hij werkte daarvoor al bij onder andere Met het Oog op Morgen. Hij was lang actief op Radio 3FM bij programma's als Krachtvoer en Leidsekade Live!. Tot 2004 presenteerde hij 3FM Live. Hij stopte hiermee om zich te richten op de programma's op Radio 1 en Radio 2 die hij op dat moment presenteerde.
Stakenburg was van 2000 tot 2012 een van de vaste presentatoren van het Theater van het sentiment op Radio 2. Hij presenteerde dit programma bij toerbeurt met Stefan Stasse en Cobus Bosscha. Samen met Stasse won hij in 2001 de Zilveren Reissmicrofoon en in 2007 De Gouden RadioRing voor Theater van het sentiment. Per 1 november 2012 vertrok Stakenburg na onenigheid met de zendermanager van Radio 2, Kees Toering. Op Radio 1 maakte hij eerder het interviewprogramma Voor 1 Nacht. 
Na zijn carrière bij de KRO ging Stakenburg zich met zijn bedrijf Music Trails richten op het organiseren van vakanties in Amerika op basis van muziek. Hij was tevens een aantal jaar presentator bij 40UP Radio.

## Publicatie
- Stakenburg, Marc (9 juli 2019). Music Trails USA: een muzikale reisgids. JEA Uitgeverij (nu: Noblesse Uitgevers), Beinsdorp. ISBN 978-9070024956. (319 pagina's)

## Trivia
- Stakenburg staat op een festivalfoto op de hoes van een live-versie van het U2-nummer I Will Follow. Op deze foto, waarop zanger Bono met een vlag zwaait, staat Stakenburg rechtsonder.[2][3]